# ヒトラーの贋札

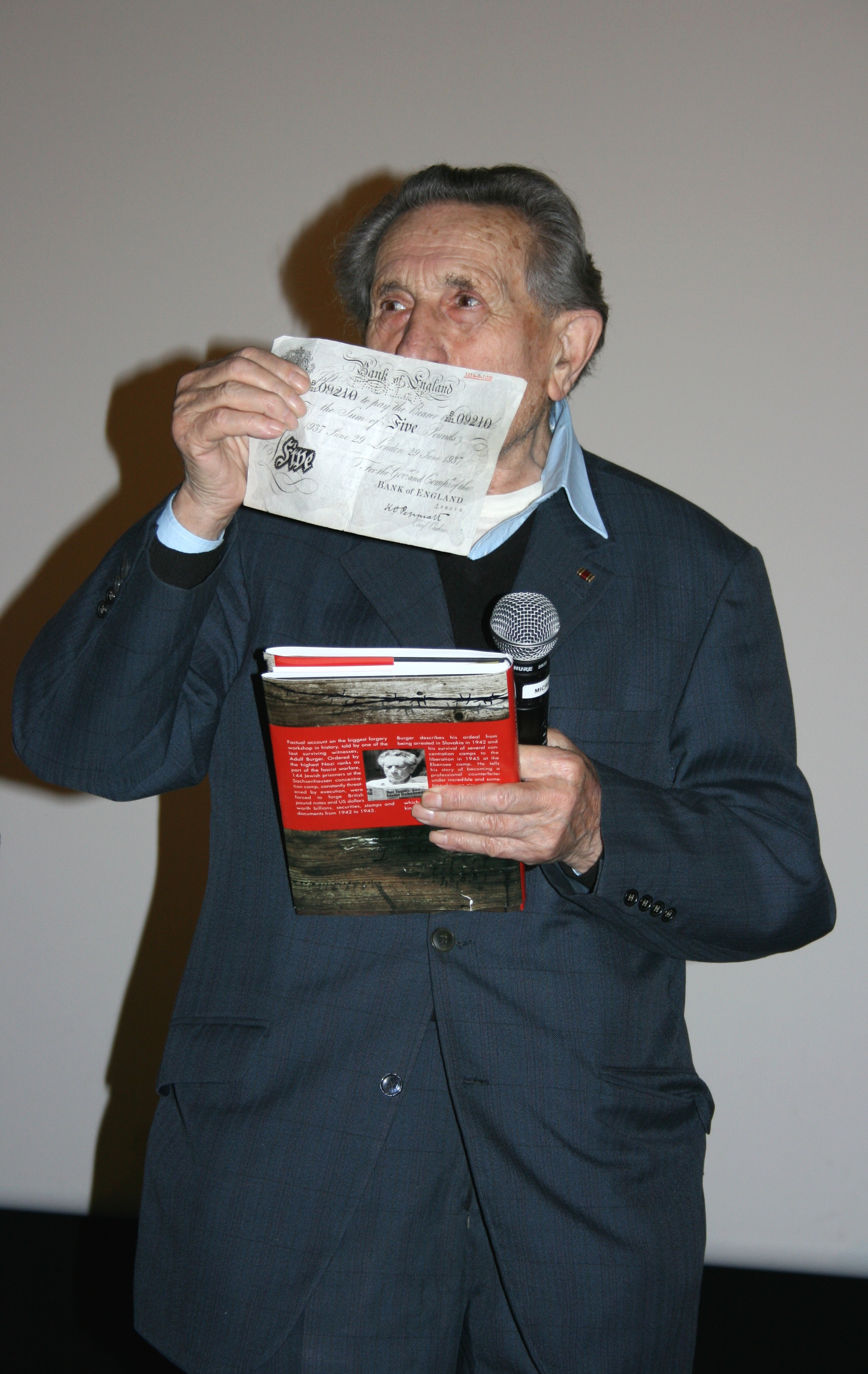
2008年1月、パリにおける『ヒトラーの贋札』のプレミアで贋5ポンド札を見せるアドルフ・ブルガー

『ヒトラーの贋札』（ヒトラーのにせさつ、原題：Die Fälscher, 英題：The Counterfeiters）は、2007年公開のドイツ・オーストリア共同制作による映画。第80回アカデミー賞で外国語映画賞を受賞した。
キャッチコピーは「完璧な贋札。それは俺たちの命を救うのか。それとも奪うのか-」。

## 概要
第二次世界大戦のさなか、ドイツ政府がイギリスの経済撹乱を狙って画策した史上最大の紙幣贋造事件「ベルンハルト作戦」に関わった、ユダヤ人印刷工アドルフ・ブルガーの証言に基づいて制作された映画である。
「ベルンハルト作戦」はハインリヒ・ヒムラー率いる親衛隊によって画策され、ベルンハルト・クリューガー少佐（劇中ではヘルツォーク少佐）によってザクセンハウゼン強制収容所で実行に移された。実際に贋造されたポンド札は、1億3,200万ポンドにのぼるといわれる。
映画では、アドルフ・ブルガーの証言とフィクションを交えつつ、作戦に携わった人々の運命が描かれている。監督は『アナトミー』で注目されたシュテファン・ルツォヴィツキー、製作スタジオは『ヒトラー 〜最期の12日間〜』のマグノリア社である。

## スタッフ
- 監督 - シュテファン・ルツォヴィツキー
- 製作 - ヨーゼフ・アイヒホルツァー
- 脚本 - シュテファン・ルツォヴィツキー
- 音楽 - マリウス・ルーラント
- 撮影監督 - ベネディクト・ノイエンフェルス
- 撮影 - ダニエル・パール

## キャスト
| 役名                                 | 俳優                                 | 日本語吹替 |
| ------------------------------------ | ------------------------------------ | ---------- |
| サロモン・ソロヴィッチ               | カール・マルコヴィックス             | 山路和弘   |
| アドルフ・ブルガー                   | アウグスト・ディール                 | 真殿光昭   |
| フリードリヒ・ヘルツォーク親衛隊少佐 | デーヴィト・シュトリーゾフ           | 大川透     |
| アグライア                           | マリー・ボイマー                     |            |
| クリンガー医師                       | アウグスト・ツィルナー               | 仲野裕     |
| ホルスト親衛隊小隊長                 | マルティン・ブラムバッハ             | 遠藤純一   |
| カジノの令嬢                         | ドロレス・チャップリン               |            |
| アツェ                               | ファイト・シュテュプナー             | 木村雅史   |
| コーリャ                             | セバスティアン・ウルツェンドフスキー | 小森創介   |
| ツィリンスキー                       | アンドレアス・シュミット             | 家中宏     |
| ハーン                               | ティロ・プルックナー                 | 白熊寛嗣   |
| ロセック                             | レン・クトヤヴィスキ                 | 間宮康弘   |

- その他日本語吹替：駒谷昌男、白石充、志村知幸、佐藤美一、木下紗華、永吉ユカ、瑚海みどり、世戸さおり
- 日本語版制作スタッフ プロデューサー：岩下裕美（クロックワークス）、演出：伊達康将、翻訳：鈴木容子、台本：佐藤恵子、録音・調整：東北新社スタジオ、制作担当：西山陽（東北新社）、制作：東北新社

## その他
- 第57回ベルリン国際映画祭コンペティション部門正式出品
- 第80回アカデミー賞外国語映画賞 オーストリア代表作品

## 関連作品
- ヒトラー 〜最期の12日間〜 Der Untergang （2004年）